# Стиганд
Стиганд (англ. Stigand; умер 22 февраля 1072) — последний архиепископ Кентерберийский англосаксонского государства, чьё неканоническое назначение стало одной из причин поддержки папой римским нормандского завоевания Англии.

## Биография

### Начало карьеры
О происхождении и молодых годах Стиганда практически ничего не известно. Впервые его имя упоминается в хрониках под 1020 года, когда он был капелланом английского короля Кнуда Великого. Стиганд также служил капелланом при сыне Кнуда, Гарольде I, что позволило ему сблизиться с королевой Эммой Нормандской и стать одним из главных её советников. Возможно, благодаря влиянию королевы, в 1043 году Стиганд получил пост епископа Элмхемского с церковной юрисдикцией практически над всей Восточной Англией. Однако близость к Эмме Нормандской сыграла плохую службу для Стиганда, когда на престол вступил Эдуард Исповедник, находящийся в конфликте с королевой-матерью: в том же 1043 году он лишился епископской кафедры за участие в «заговоре» Эммы против короля.

### Назначение архиепископом Кентерберийским
Опала Стиганда продолжалась недолго, и в 1047 году он уже был назначен епископом Винчестера, древней столицы англосаксонского государства. В этот период Стиганд сблизился с могущественным эрлом Годвином, фактически первым лицом в Англии, и поддержал последнего во время его конфликта с королём в 1051 году. Годом позднее Стиганд выступил посредником на переговорах Эдуарда Исповедника и Годвина, которые завершились реставрацией семьи Годвина и изгнанием нормандских советников короля из Англии. В числе прочих нормандцев своего поста лишился Роберт Жюмьежский, архиепископ Кентерберийский. Под давлением Годвина новым архиепископом был избран Стиганд. Однако это назначение не было согласовано с папой римским и, соответственно, Стиганд не получил рукоположения от папы. Поэтому, согласно каноническому церковному праву, Стиганд не мог считаться законным архиепископом.
Назначение Стиганда архиепископом без согласия папы означало разрыв англосаксонского государства со Священным престолом и имело далеко идущие негативные последствия. Это позволило Вильгельму, герцогу Нормандии, претендующему на английский престол, выступить в роли защитника церкви, что обеспечило ему поддержку со стороны папы и европейского рыцарства.
Сразу после своего смещения Роберт Жюмьежский обратился за помощью к папе Льву IX. Последний вызвал Стиганда в Рим, а когда тот не явился, отлучил его от церкви. Отлучение было подтверждено и преемниками Льва IX на папском престоле. Лишь в 1058 году Стиганд смог добиться своего признания папой Бенедиктом X, однако поскольку сам Бенедикт считался большинством европейского духовенства антипапой, это признание не решило проблему. Стиганд был вновь отлучён Николаем II, а затем Александром II.
Несмотря на все требования папского престола, Стиганд оставался на посту архиепископа Кентерберийского до конца правления Эдуарда Исповедника и при Гарольде II. Английское духовенство, подчиняясь Стиганду в административных вопросах, по всей видимости было убеждено в отсутствии у него священнической власти. Показательно, что все новые английские епископы в период с 1052 по 1066 годы обращались за рукоположением не к архиепископу Кентерберийскому, а к архиепископу Йоркскому. Более того, по свидетельству Флоренса Вустерского, даже коронация Гарольда II в начале 1066 года была осуществлена не Стигандом, а Элдредом, архиепископом Йоркским.

### Стиганд в период нормандского завоевания
В период нормандского завоевания Стиганд был одним из лидеров национальной партии, поддерживающей традиции англосаксонского государства против Вильгельма Завоевателя. После смерти Гарольда в битве при Гастингсе Стиганд и его сторонники провозгласили королём молодого Эдгара Этелинга. Однако вскоре Лондон, главный центр англосаксонского сопротивления, был окружён нормандскими войсками. Стиганд и другие лидеры национальной партии были вынуждены покориться Вильгельму Завоевателю и признать его королём. Переход Стиганда на сторону Вильгельма стал одной из причин быстрого краха национального сопротивления завоевателям.
В течение трёх лет после нормандского завоевания, когда король Вильгельм ещё пытался создать компромиссную модель англо-нормандской монархии, Стиганд, как и многие другие англосаксонские аристократы, сохранял свою позицию в высших органах управления государством. Он в 1067 году сопровождал Вильгельма в его поездке в Нормандию и участвовал в королевских советах. Хотя король был прекрасно осведомлён о неканоничности избрания Стиганда, он не выступал с инициативой его смещения, рассчитывая использовать влияние архиепископа среди англосаксов для упрочения своей власти. Более того, Вильгельм даже признал за Стигандом право рукоположения английских епископов. Однако в апреле 1070 года по инициативе папы Александра II в Винчестере был созван синод английской церкви под председательством папского легата Эрменфрида, епископа Сьона, с целью реформирования церкви Англии в духе клюнийского движения. Одним из первых решений синода стало смещение Стиганда с поста архиепископа Кентерберийского. Стиганд был арестован и заключён под стражу в Винчестере, где в 1072 году и скончался.